# 9054 Hippocastanum
9054 Hippocastanum è un asteroide della fascia principale. Scoperto nel 1991, presenta un'orbita caratterizzata da un semiasse maggiore pari a 2,6245270 au e da un'eccentricità di 0,1872905, inclinata di 14,33118° rispetto all'eclittica.
L'asteroide è dedicato alle Hippocastanaceae, una famiglia di piante.